# Marko Popović (baloncestista de 1982)
Marko Popovic (Zadar, Croacia, 12 de junio de 1982) es un ex-baloncestista croata. Jugaba de base o escolta y su último club fue el Montakit Fuenlabrada de la Liga Endesa.

## Trayectoria
Es un combo base-escolta de 1,85 de altura y 85 kilos de peso puede combinar perfectamente ambas posiciones en el juego aunque se ve más cómodo jugando de escolta donde es un gran tirador, de base y en su selección ha  jugado minutos en ese puesto y ayudado a jugadores como Ukic o Planinic en la posición de base.
Ha jugado en diferentes países, en Croacia ha jugado en el club de su ciudad natal el KK Zadar siendo Campeón de la copa de Croacia y de la liga Adriática, luego ha sido Campeón de la liga croata con el Cibona de Zagreb en 2004, en España jugó en el Pamesa Valencia la temporada 2003-2004. En Valencia no pudo hacer frente a las comparaciones con Nacho Rodilla, el base estrella del equipo que abandonó el club envuelto en una polémica para jugar en el Caprabo Lleida. Marko solo estuvo una temporada en Valencia siendo cedido al Cibona Zagreb y sustituido a mitad de temporada por Robert Pack. Más tarde ha estado jugando en Lituania 2 años donde ha conseguido ganar la liga Lituana y jugar la Euroliga con el Zalgiris Kaunas.
En 2009 juega en el Unics Kazán de Rusia donde comparte vestuario con su compatriota Kresimir Loncar. En Rusia promedió 15 puntos y 1,5 asistencias por partido.
En 2011 vuelve al Zalgiris Kaunas de Lituania para vestir el verde tras jugar en el Unics Kazán. 
En octubre de 2015 fichó por el Montakit Fuenlabrada de la liga Endesa
Después de cuatro años en el Baloncesto Fuenlabrada, en mayo de 2019 se retira del mundo del baloncesto, en el momento de su retirada era el capitán del equipo del sur de Madrid. En septiembre de 2019 el Baloncesto Fuenlabrada retira el dorsal que portó Popovic durante 4 años, pocos días después de la ceremonia participa en el concurso de triples de la ACB, donde es finalista.

## Palmarés
Equipo
- Liga de Lituania: 4

Žalgiris Kaunas: 2006-07, 2007-08, 2011-12, 2012-13
- Copa de Croacia: 3

KK Zadar: 1998, 2000, 2003
- Copa de Rusia: 1

UNICS Kazán: 2009
- Liga adriática: 1

KK Zadar: 2002-03
- Liga báltica: 2

Žalgiris Kaunas: 2007-08, 2011-12
- Eurocup: 2

UNICS Kazán: 2010-11¨
BK Jimki: 2014-15
Categorías inferiores Croacia
- Medalla de plata con la selección de Croacia junior sub-18 en el europeo de 2000.